# Lycophidion hellmichi
Lycophidion hellmichi är en ormart som beskrevs av Laurent 1964. Lycophidion hellmichi ingår i släktet Lycophidion och familjen snokar. Inga underarter finns listade i Catalogue of Life.
Denna orm förekommer i sydvästra Angola och nordvästra Namibia. Arten lever i kulliga områden mellan 300 och 700 meter över havet. Habitatet utgörs av torra savanner med klippor och av buskskogar. Honor lägger ägg.
För beståndet är inga hot kända. Fram till 2019 hittades endast ett fåtal exemplar. IUCN kategoriserar arten globalt som otillräckligt studerad.